# Frogger Beyond
Frogger Beyond (known in Japan as just Frogger) (フロッガー Furoggā?) är ett datorspel från Konami, som släpptes för GameCube och Xbox i december 2002, för Microsoft Windows i mars 2003 i USA och för PlayStation 2 i juni 2003. Det är en uppföljare i Frogger-serien av spel.

## Handling
Tiden har kommit för att Frogger ska gå igenom sin "passage av passage". Han har nått en ålder där varje groda måste göra övergången från pojke-groda till tonårs- groda.
För att göra den övergången kommer Frogger att resa till Eldarnas Kammare på sin viktigaste födelsedag och stå inför de äldsta rådets åtta äresvärda medlemmar. Vid mötet med rådet kommer Frogger att bli ombedd att komma in i en magisk portal som kommer att varpa honom in i var och en av äldsta världar. Dessa världar tjänar som ett personligt test för Frogger att bevisa att han är tonåring.